# Radíč
Radíč (německy Raditsch) je obec v okrese Příbram ve Středočeském kraji, asi 6 km severně od Sedlčan. Žije zde 229 obyvatel.
Obcí protéká potok Mastník.

## Historie
První písemná zmínka o obci pochází z roku 1333. Jak uvádí Zdeněk Kalista ve své práci Zikmund Myslík z Hyršova, vydané v Českomoravském kompasu, Praha 1940, Adam Myslík z Hyršova na Košířích a Radíči, nar. 1520, rada při soudu purkrabském v Praze, roku 1575 zakoupil deskový statek Radíč na Sedlčansku od bratří Vojkovských z Milhostic.
Za druhé světové války se ves stala součástí vojenského cvičiště Zbraní SS Benešov a její obyvatelé se museli 31. října 1943 vystěhovat.

## Obecní správa

### Části obce
- Dubliny (k. ú. Radíč)
- Hrazany (k. ú. Radíč)
- Radíč (k. ú. Radíč)
- Žďár (k. ú. Radíč)

Součástí obce jsou také základní sídelní jednotky Kasárna a Pazderny. K obci patří také Bačkory, Hradnice, Nové Dvory, Ohrada, Paseka, Táborec a Vesce.
Sousedními obcemi sídla jsou Křečovice, Nalžovice, Kňovice, Osečany a Chotilsko.

### Územněsprávní začlenění
Dějiny územněsprávního začleňování zahrnují období od roku 1850 do současnosti. V chronologickém přehledu je uvedena územně administrativní příslušnost obce v roce, kdy ke změně došlo:
- 1850 země česká, kraj České Budějovice, politický okres Votice, soudní okres Sedlčany[4]
- 1855 země česká, kraj Tábor, soudní okres Sedlčany
- 1868 země česká, politický i soudní okres Sedlčany
- 1939 země česká, Oberlandrat Tábor, politický i soudní okres Sedlčany[5]
- 1942 země česká, Oberlandrat Praha, politický i soudní okres Sedlčany[6]
- 1945 země česká, správní i soudní okres Sedlčany[7]
- 1949 Pražský kraj, okres Sedlčany[8]
- 1960 Středočeský kraj, okres Příbram
- 2003 Středočeský kraj, okres Příbram, obec s rozšířenou působností Sedlčany

### Starostové
- Stanislav Krampera (2010–2014)
- Martin Chvála (2014–?)
- Ing. Blažena Kadeřábková (2016–2018)
- Stanislav Krampera (2018–)

## Společnost

### Rok 1932
V obci Radíč (přísl. Dubliny, Hrazany, Žďár, 523 obyvatel, četnická stanice) byly v roce 1932 evidovány tyto živnosti a obchody: 2 holiči, 2 hostince, kolář, kovář, krejčí, mlýn, 2 obuvníci, obchod s obilím, pokrývač, řezník, obchod se smíšeným zbožím, 2 trafiky, truhlář, velkostatek.

## Pamětihodnosti
- Zámek Radíč, barokní z doby kolem roku 1680, s kaplí Navštívení Panny Marie. Zámek je vedený v Seznamu kulturních památek v okrese Příbram. Ve 20. letech 19. století zde žil matematik Bernard Bolzano. Kaple Navštívení Panny Marie bývala Loretánskou kaplí, postavenou roku 1680 a zasvěcenou kultu Černé Matky Boží. Po josefínských reformách bylo změněno její zasvěcení.
- U zámku je park, v zahradě stojí barokní kaple Navštívení Panny Marie, u ní barokní sochy sv. Víta a Jana Nepomuckého.
- Kamenný most přes potok Mastník.
- Severovýchodně na vysoké skále nad potokem nepatrné stopy hrádku Kozí Hřbet.

- Nedaleko obce se nachází Dvůr Chýnov, rozsáhlá usedlost známá z českého seriálu Zdivočelá země jako Maděrův statek.[10]

## Doprava

### Dopravní síť
Do obce vedou silnice III. třídy. Železniční trať ani stanice či zastávka na území obce nejsou.

### Autobusová doprava 2024
Autobusovou dopravu v obci Radíč zajišťuje společnost Arriva Střední Čechy. Obec je součástí Pražské integrované dopravy (PID). V obci se nachází zastávka Radíč. Na silnici směrem do Nalžovic se nacházejí zastávky Radíč,Vestec a Radíč,Rozc.Žďár a v Dublinách se nachází zastávka Radíč,Dubliny. V Hrazanech se autobusová zastávka nenachází. Autobusová linka 486 spojuje Sedlčany, Kňovičky, Kňovice, Nalžovice, Křepenice, Radíč, Osečany a Křečovice.

## Turistika
- Cyklistika – Obcí prochází cyklotrasa č. 8132 Vojkov - Prosenická Lhota - Radíč - Nalžovice - Křepenice.
- Pěší turistika – Obcí vedou turistické trasy  Křepenice - Drbákov - Hrazany - Kozí Hřbet - Radíč - Osečany a  Příčovy - Kňovičky - Radíč - Hrazany.

## Galerie

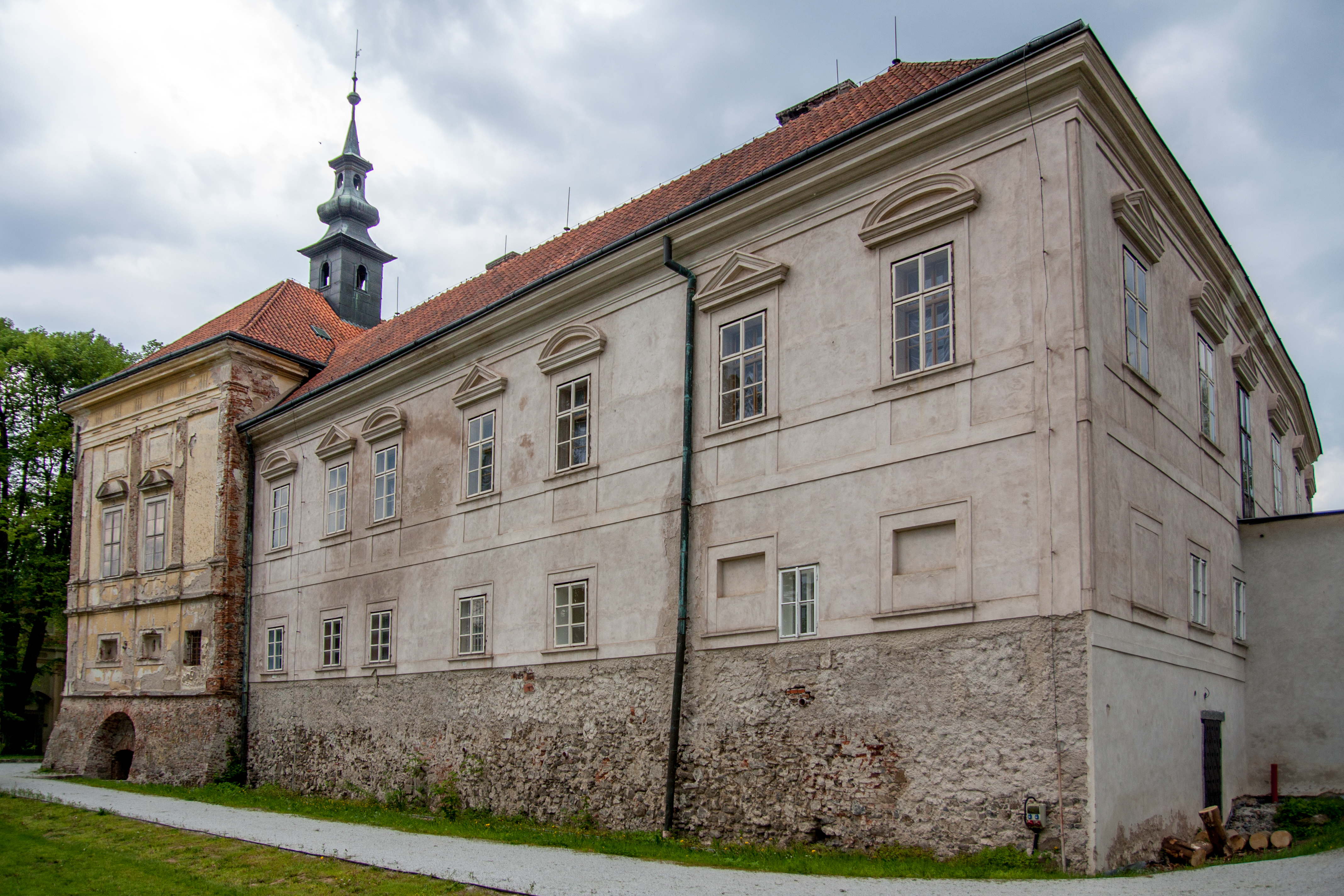
Zámek
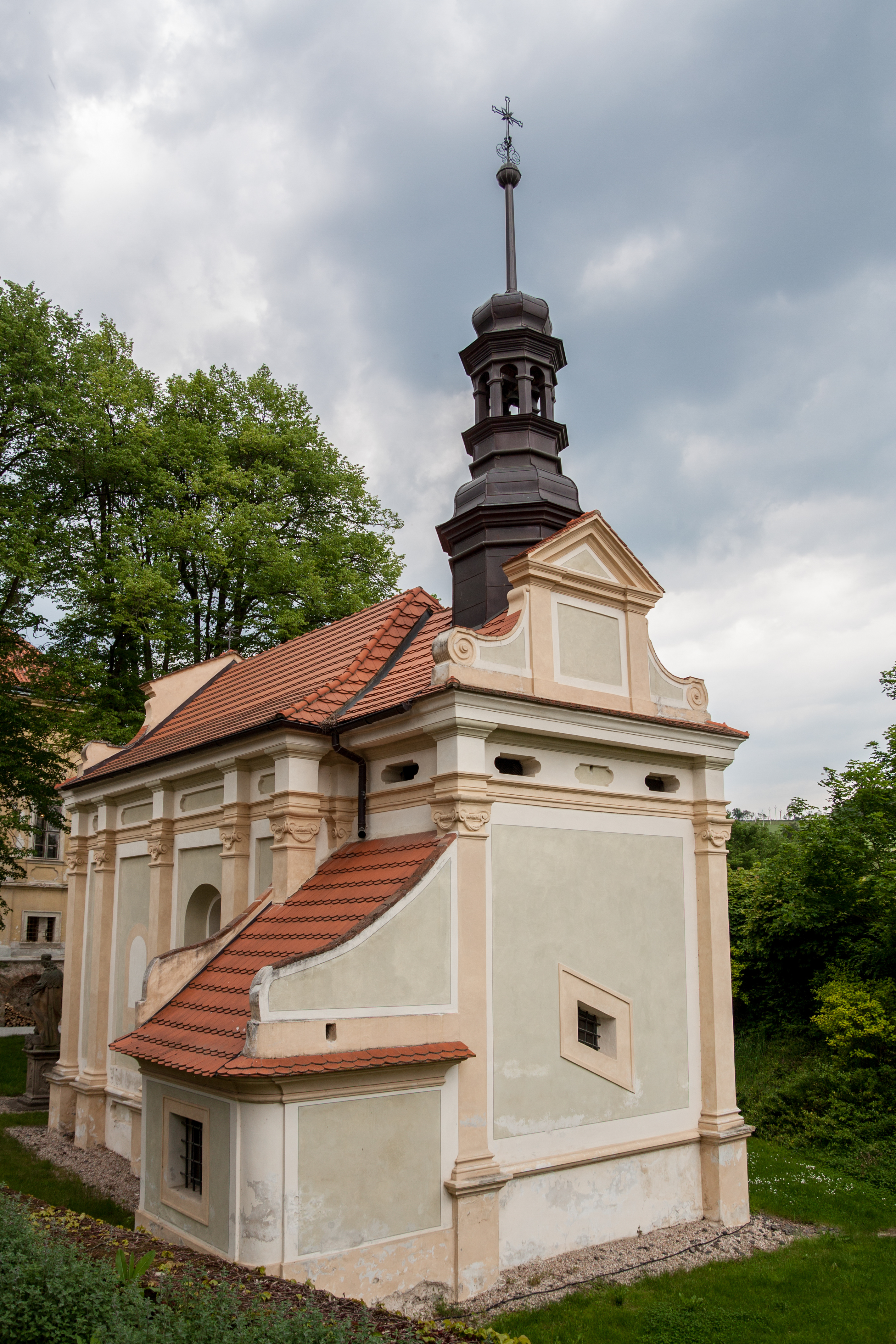
Kaple Nanebevzetí Panny Marie
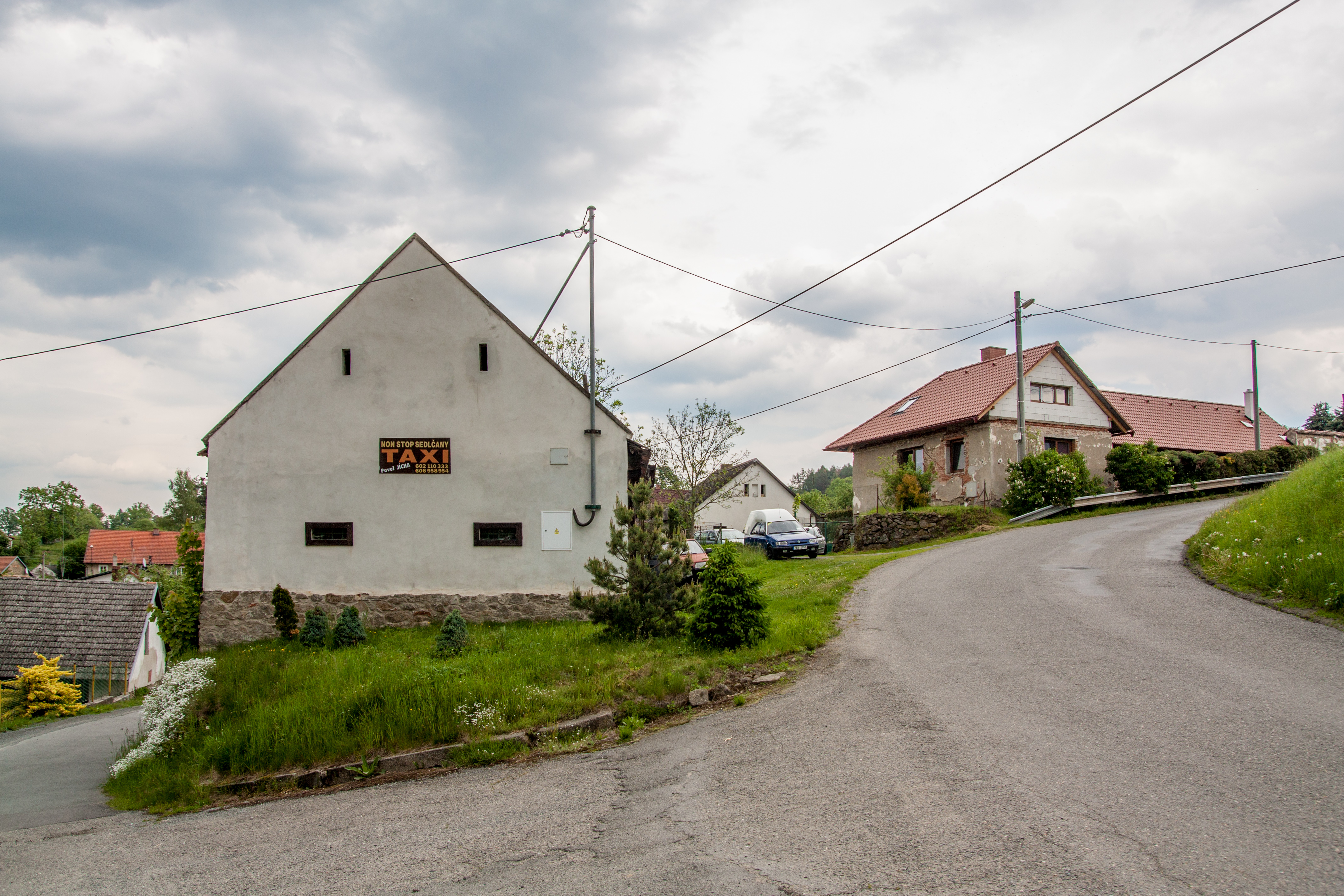
Domy
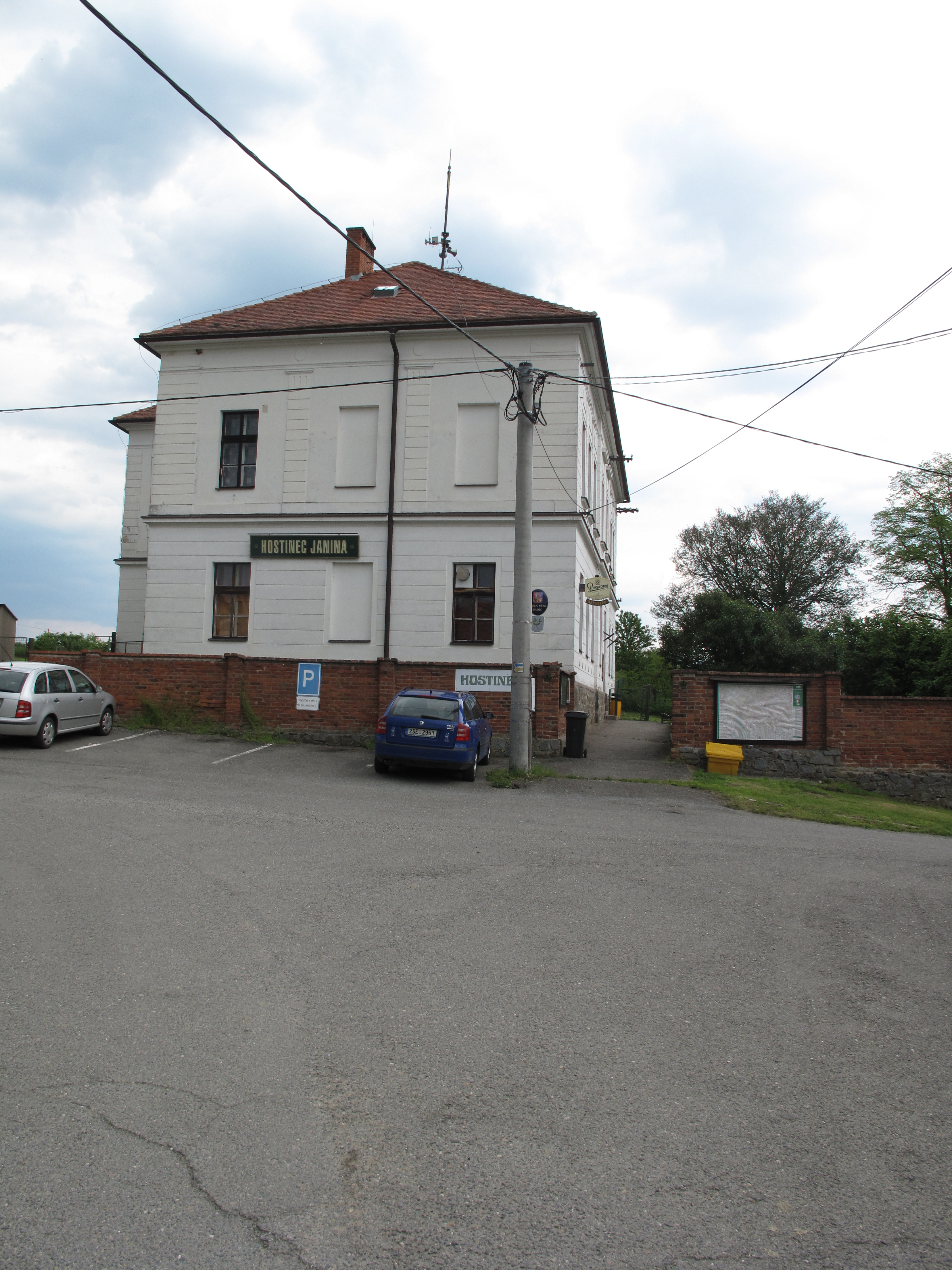
Obecní úřad
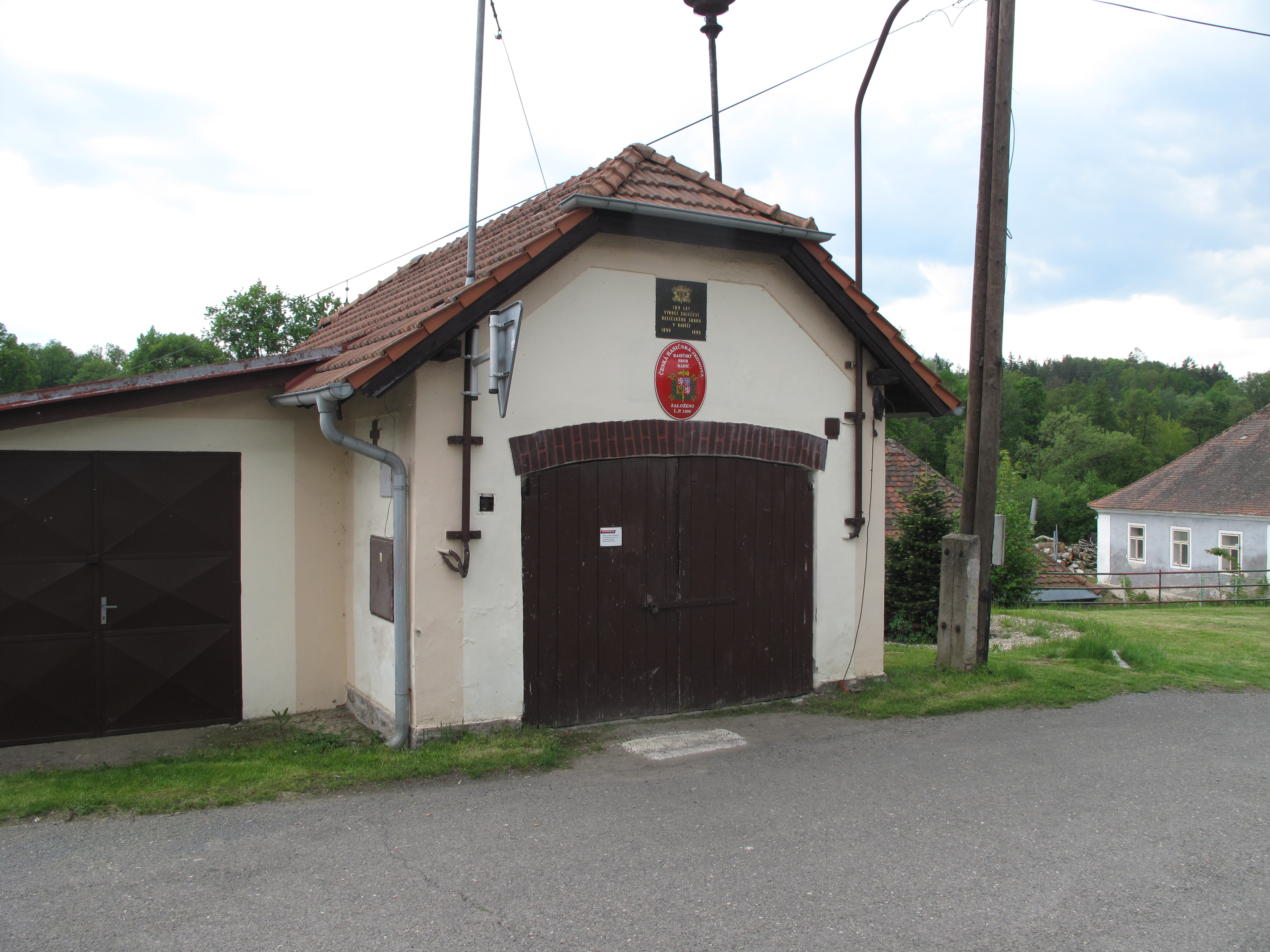
Hasičská zbrojnice